# Agrotis mirifica
Agrotis mirifica là một loài bướm đêm trong họ Noctuidae.